# Monohorgonj
Monohorgonj è un sottodistretto (upazila) del Bangladesh situato nel distretto di Comilla, divisione di Chittagong. Si estende su una superficie di 166,50 km² e conta una popolazione di 244.943  abitanti (censimento 2011).